# Papirus 36
Papirus 36 (według numeracji Gregory-Aland); ε 9 (von Soden), oznaczany symbolem {\displaystyle {\mathfrak {P}}^{36}} – grecki rękopis Nowego Testamentu, spisany w formie kodeksu na papirusie. Paleograficznie datowany jest na VI wiek. Zawiera fragmenty Ewangelii Jana.

## Opis
Zachowały się jedynie fragmenty kodeksu z tekstem Ewangelii Jana 3,14-18.31-32.34-35.

## Tekst
Tekst grecki rękopisu reprezentuje tekst mieszany, Kurt Aland zaklasyfikował go do kategorii III.

## Historia
Tekst rękopisu opublikowany został przez Ermenegildo Pistelli w 1912 roku, następnie przez Schofielda. Ernst von Dobschütz umieścił go na liście rękopisów Nowego Testamentu, w grupie papirusów, dając mu numer 36.
Rękopis datowany jest na wiek VI.
Obecnie przechowywany jest w Bibliotece Laurenziana (PSI 3), we Florencji.